# 蘭溪道隆

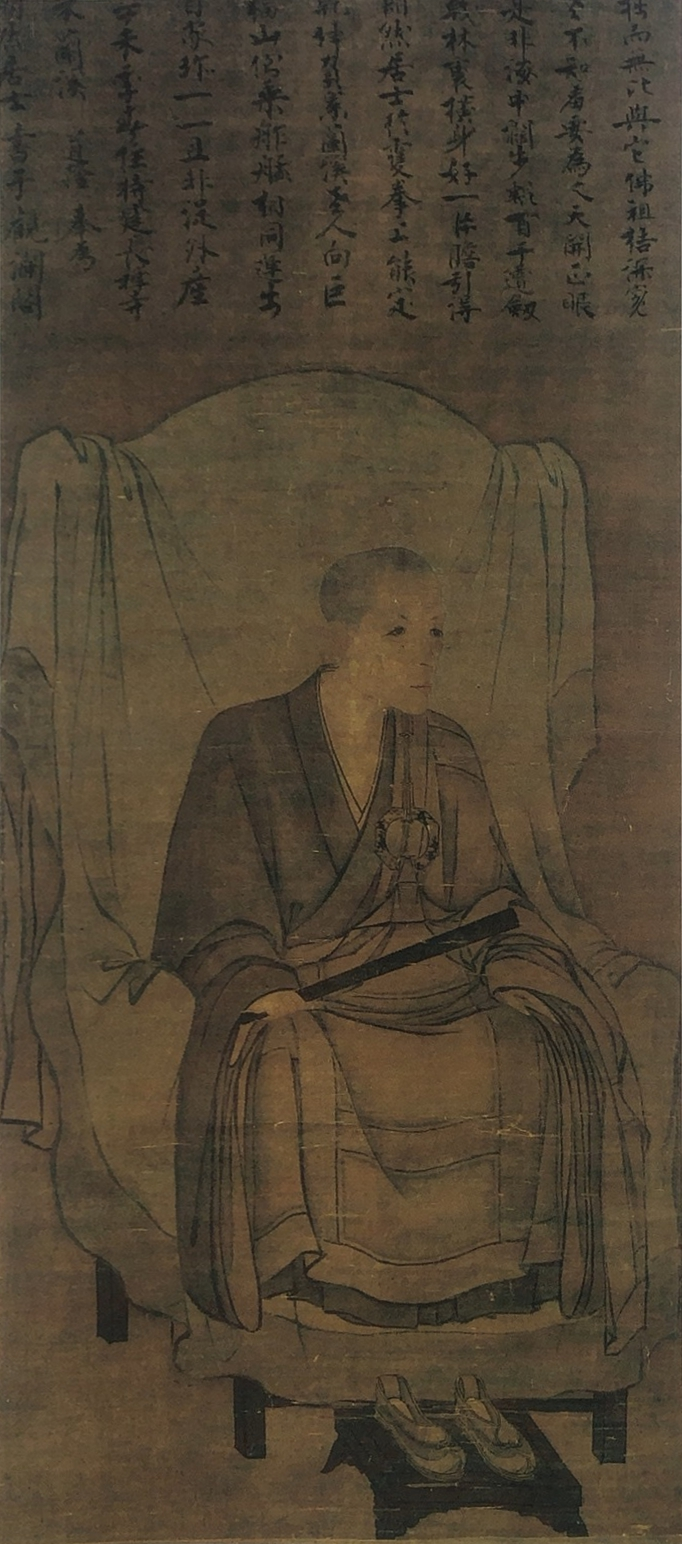
蘭溪道隆

蘭溪道隆（1213年—1278年8月13日），俗姓冉，名莒章，涪州涪陵縣人，中國南宋時期僧人。後來前往日本弘法，開創日本禪宗大覺派。
13歲出家，師從於無準師範、北磵居簡學習佛法。後來成為無明慧性的法嗣。
1246年，33歲的蘭溪道隆接受日本泉湧寺僧人月翁智鏡的邀請，與弟子一起東渡日本，寓居筑前圓覺寺、京都泉湧寺來迎院以及鎌倉壽福寺等地，弘揚宋朝風格的臨濟宗。鎌倉幕府執權北條時賴拜他為師，任命他為鎌倉常樂寺的住持。1253年，北條時賴建立建長寺，又招他擔任開山住持。
1274年，元軍入侵日本。蘭溪道隆被懷疑通敵，先後流放到甲斐和陸奧，後來又流放至伊豆修禪寺。在此期間，他將修禪寺改宗為臨濟宗。戰後，先後擔任京都建仁寺和壽福寺，以及鎌倉禪興寺的住持。他一度受到讒言誣陷，流放甲斐，後來又被召回。1278年，圓寂於建長寺。死後，無學祖元應邀至日本擔任建長寺住持。